# The Christmas Song
"The Christmas Song" là một bài hát Giáng sinh cổ điển quen thuộc được viết bởi Mel Tormé và Robert Wells.

## Các bản cover
Dưới đây là danh sách các nghệ sĩ đã cover:
| - ’N Sync - 98 Degrees - Aaliyah - Aaron Neville - Aimee Mann - Air Supply - Al Jarreau - Alan Jackson - Alex Chilton - Alexander O’Neal - Amy Grant - Andy Williams - Anne Sofie von Otter - Andrea Bocelli & Natalie Cole - Anthony Callea - Aretha Franklin - Ashanti - Babyface - Barbra Streisand - Billy Crystal - Billy Gilman - Bing Crosby - BoA - Bob Dylan - Bonnie Pink - Brian McKnight - Brooks & Dunn - Catherine Feeny - Céline Dion - Paul Byrom - Celtic Woman - Charice Pempengco - Charlie Daniels - Charlotte Church - Chicago - Chris Botti - Chris Brown - Chris Isaak - Christina Aguilera - D-A-D - Damien Leith - Daniel Selby - Daryl Hall & John Oates - Demi Lovato - Des O'Connor - Dexter Gordon - Diana Krall - Diane Schuur - Doc Severinsen - Donna Summer - Doris Day - Dwight Yoakam - Ella Fitzgerald - Elliott Yamin - Engelbert Humperdinck - Fourplay - Frank Sinatra - Frankie Valli & the Four Seasons - Gavin DeGraw - George Strait - Glen Campbell - Kane - Gloria Estefan - Good Night, States - Hampton String Quartet - Hayley Westenra - Henry Mancini - Herb Alpert & The Tijuana Brass - Hootie & the Blowfish - Jaci Velasquez - Jack Jones - Jack Teagarden - Jackie Gleason - James - James Brown - James Taylor - Jasmine Trias - Jerry Vale - Jessica Simpson - Jillian Hall - Jimmy Smith - Jo Stafford - John Denver | - John Rutter và Cambridge Singers - Johnny Mathis - Josh Groban - Judy Garland - Justin Bieber (song ca với Usher) - Kate Smith - Kathleen Battle - Kenny Burrell - Kenny G - Kenny Loggins - Kenny Rogers - Kimberley Locke - Korn - Lea Salonga - Lena Horne - Les Paul - Linda Eder - Linda Ronstadt - Lou Rawls - Luther Vandross - Mannheim Steamroller - Martina McBride - Mary J. Blige - Maureen McGovern - Michael Bolton - Michael Bublé - Mindy Smith - Natalie Cole - New Found Glory - New Kids on the Block - Nicola Rozzini - Nicole C. Mullen - Nina - Owl City - Oslø telescopic - Paul Horgan - Peggy Lee - Percy Faith - Perry Como - Phish - Piebald - Play - R. Tanner Bivens - Raven-Symoné (Christina Pearman) - Ray Charles - Ray Conniff - Robert Goulet - Sarah Connor - Sheryl Crow - Smokey Robinson & The Miracles - Stacie Orrico - Steve Tyrell - Stevie Wonder - SWV - Tamia - Taylor Horn - Teresa Carpio - The Carpenters - The Duprees - The Jackson 5 - The Lettermen - The Manhattan Transfer - The Salvation Army - The Supremes - The Swingle Singers - The Temptations - Tiffany Evans - Toby Keith - Toni Braxton - Tony Bennett - Tony Christie - Tony DeSare - Trey Songz - Trisha Yearwood - Twisted Sister - Vanessa Hudgens - Victor Wooten - Vince Gill - Vince Guaraldi - Weezer - Whitney Houston - Wynonna Judd |

## Phiên bản của Christina Aguilera
"The Christmas Song (Chestnut Roasting on an Open Fire)" là đĩa đơn đầu tiên trích từ album Giáng sinh duy nhất My Kind of Christmas của Christina Aguilera. "The Christmas Song" là một bài hát Giáng sinh cổ điển quen thuộc được viết bởi Mel Tormé và Robert Wells được Aguilera cover lại với phong cách pop hiện đại. Bài hát được phát hành cuối năm 1999 cách một năm trước ngày xuất xưởng album và lọt vào Billboard Hot 100 ở vị trí #18.

### Xếp hạng
| Bảng xếp hạng (2001-02) | Vị trí cao nhất |
| ----------------------- | --------------- |
| Billboard Hot 100       | 18              |
| Canadian Hot 100        | 22              |